# 内藤政順
内藤 政順（ないとう まさより）は、江戸時代後期の大名。日向国延岡藩の第6代藩主。官位は従五位下・右京亮、備後守。延岡藩内藤家宗家11代。

## 略歴
寛政10年（1798年）2月15日、第4代藩主・内藤政韶の長男として江戸にて誕生。幼名は亀之進。
文化3年（1806年）に先代藩主・内藤政和が若死にしたため、その跡を継ぐこととなった。蝋・和紙・菜種などの生産にも力を注ぎ、物産方役所や紙方会所を開設し、専売制を強化した。一方で自らの倹約には熱心ではなく、当時延岡に滞在した佐藤信淵から批判を受けたとされる。文化9年（1812年）、宮崎神宮の社殿を造営した。
天保5年（1834年）8月21日に37歳で死去した。嗣子がなく、繁子の実弟で養嗣子・政義が跡を継いだ。法号は海上院明山居士。墓所は神奈川県鎌倉市の光明寺。
政順の没後、髪をおろし充真院と称した繁子は、紀行記である「五十三次ねむりの合の手」、「海陸返り咲ことばの手拍子」、「三下りうかぬ不調子」、「午のとし十二月より東京行記」、延岡の日常を記した随筆である「色々見聞きしたる事を笑ひに書」など多くの著を残した。

## 系譜
父母
- 内藤政韶（実父）
- 内藤政和（養父）

正室
- 繁子、允姫、充真院 - 井伊直中の三女

養子
- 内藤政義 - 井伊直中の十五男